# Rowland V. Lee
Rowland V. Lee, nato Rowland Vance Lee (Findlay, 6 settembre 1891 – Palm Desert, 21 dicembre 1975), è stato un regista, sceneggiatore, produttore cinematografico e attore statunitense.

## Biografia
Figlio di un attore di teatro, Rowland V. Lee calcò le scene fin dall'infanzia. Negli anni dieci, lasciò il mondo dello spettacolo per un paio d'anni per lavorare come agente di cambio a Wall Street. Lavorò per Thomas H. Ince come attore, poi allo scoppio della prima guerra mondiale partì per il fronte; quando ritornò, riprese a lavorare presso Ince, stavolta però come regista. Il suo debutto dietro la macchina da presa risale al 1921 e otto anni dopo si fece notare con il thriller Il drago rosso (1929), con protagonista Warner Oland nella parte di Fu Manchu, il celebre personaggio di Sax Rohmer. 
Nel 1934 diresse Il conte di Montecristo, tratto dal famoso romanzo di Alexandre Dumas e prodotto con grande sfarzo dalla United Artists. Nel 1939, il regista si cimentò con l'horror girando il film Il figlio di Frankenstein con Boris Karloff (qui alla sua ultima apparizione nel ruolo del mostro) e Bela Lugosi nei panni del servo Igor. Nello stesso anno, Lee diresse L'usurpatore, un'opera storica sulla figura di Riccardo duca di Gloucester, interpretato da un malvagio Basil Rathbone e ancora da Karloff. Nel 1945, dopo l'insuccesso di Capitan Kidd dovuto forse al basso budget a disposizione, si ritirò dalle scene. Morì nel 1975 per un attacco di cuore a Palm Desert.

## Filmografia

### Regista
- A Thousand to One (1920)
- Cupid's Brand (1921)
- The Cup of Life (1921)
- Blind Hearts (1921)
- The Sea Lion (1921)
- What Ho, the Cook (1921)
- Money to Burn (1922)
- The Men of Zanzibar (1922)
- His Back Against the Wall (1922)
- A Self-Made Man (1922)
- Dust Flower (1922)
- Mixed Faces (1922)
- Shirley of the Circus (1922)
- Alice Adams (1923)
- Desire (1923)
- Gentle Julia (1923)
- You Can't Get Away with It (1924)
- In Love with Love (1924)
- As No Man Has Loved (1925)
- Havoc (1925)
- The Outsider (1926)
- The Silver Treasure (1926)
- The Whirlwind of Youth (1927)
- Reticolati (Barbed Wire) (1927)
- Mendicanti d'amore (The Secret Hour) (1928)
- Nido d'amore (Doomsday) (1928)
- Vita nuova (Three Sinners) (1928)
- Amori di un'attrice (Loves of an Actress) (1928)
- The First Kiss (1928)
- Lo sparviero di Wall Street (The Wolf of Wall Street) (1929)
- A Dangerous Woman (1929)
- Il drago rosso (The Mysterious Dr. Fu Manchu) - non accreditato (1929)
- Paramount revue - una sequenza (1930)
- The Return of Dr. Fu Manchu (1930)
- Ladies Love Brutes (1930)
- A Man from Wyoming (1930)
- Alla deriva (Derelict) (1930)
- The Ruling Voice (1930)
- The Guilty Generation (1931)
- That Night in London (1932)
- Zani (Zoo in Budapest) (1933)
- Susanna (I Am Suzanne!) (1933)
- Il conte di Montecristo (The Count of Monte Cristo) (1934)
- Gambling  (1934)
- Il cardinale Richelieu (Cardinal Richelieu) (1935)
- I tre moschettieri (The Three Musketeers) (1935)
- Un bacio al buio (One Rainy Afternoon) (1936)
- L'ora del supplizio (Love from a Stranger) (1937)
- Alla conquista dei dollari (The Toast of New York) (1937)
- Mother Carey's Chickens (1938)
- Servizio di lusso (Service de Luxe) (1938)
- Il figlio di Frankenstein (Son of Frankenstein) (1939)
- I pionieri della costa d'oro (The Sun Never Sets) (1939)
- L'usurpatore (Tower of London) (1939)
- Il figlio di Montecristo (The Son of Monte Cristo) (1940)
- La città della polvere (Powder Town) (1942)
- Il ponte di San Luis Rey (The Bridge of San Luis Rey) (1944)
- Capitan Kidd (Captain Kidd) (1945)

### Sceneggiatore
- What Ho, the Cook, regia di Rowland V. Lee (1921)
- A Self-Made Man, regia di Rowland V. Lee (1922)
- Alice Adams, regia di Rowland V. Lee (1923)
- Barbed Wire, regia di Rowland V. Lee (1927)
- Mendicanti d'amore (The Secret Hour), regia di Rowland V. Lee (1928)
- Amori di un'attrice (Loves of an Actress), regia di Rowland V. Lee (1928)
- The Ruling Voice, regia di Rowland V. Lee (1931)
- Il capitano Craddock, regia di Hanns Schwarz, Max de Vaucorbeil (1931)
- Monte Carlo Madness, regia di Hanns Schwarz (1932)
- Zani (Zoo in Budapest), regia di Rowland V. Lee (1933)
- Susanna (I Am Suzanne!), regia di Rowland V. Lee (1933)
- Il figlio di Montecristo (The Son of Monte Cristo), regia di Rowland V. Lee (1940)
- I tre moschettieri (The Three Musketeers), regia di Rowland V. Lee (1935)
- Il grande pescatore (The Big Fisherman), regia di Frank Borzage (1959)

### Attore
- Wild Winship's Widow, regia di Charles Miller  (1917)
- Time Locks and Diamonds, regia di Walter Edwards (1917)
- The Mother Instinct, regia di Lambert Hillyer e Roy William Neill (1917)
- Polly Ann, regia di Charles Miller (1917)
- The Stainless Barrier, regia di Thomas N. Heffron (1917)
- The Maternal Spark, regia di Gilbert P. Hamilton (1917)
- They're Off, regia di Roy William Neill (1918)
- The Woman in the Suitcase, regia di Fred Niblo (1920)
- Water, Water, Everywhere
- Dangerous Days, regia di Reginald Barker (1920)
- His Own Law, regia di J. Parker Read Jr. (1920)
- Her Husband's Friend, regia di Fred Niblo (1920)

### Produttore
- As No Man Has Loved, regia di Rowland V. Lee (1925)
- Barbed Wire, regia di Rowland V. Lee (1927)
- Nido d'amore (Doomsday), regia di Rowland V. Lee (1928)
- Vita nuova (Three Sinners), regia di Rowland V. Lee (1928)
- The First Kiss, regia di Rowland V. Lee (1928)
- Il drago rosso (The Mysterious Dr. Fu Manchu), regia di Rowland V. Lee (1929)
- The Return of Dr. Fu Manchu, regia di Rowland V. Lee (1930)
- Alla deriva (Derelict), regia di Rowland V. Lee (1930)
- Servizio di lusso (Service de Luxe), regia di Rowland V. Lee (1938)
- Il figlio di Frankenstein (Son of Frankenstein), regia di Rowland V. Lee (1939)
- I pionieri della costa d'oro (The Sun Never Sets), regia di Rowland V. Lee (1939)
- L'usurpatore (Tower of London), regia di Rowland V. Lee (1939)
- Il figlio di Montecristo (The Son of Monte Cristo), regia di Rowland V. Lee (1940)
- Il ponte di San Luis Rey (The Bridge of San Luis Rey), regia di Rowland V. Lee (1944)
- Il grande pescatore (The Big Fisherman), regia di Frank Borzage (1959)